# Havelange
Havelange (valonă Havlondje) este o comună francofonă din regiunea Valonia din Belgia. Comuna Havelange este formată din localitățile Havelange, Barvaux-Condroz, Flostoy, Jeneffe, Maffe, Méan, Miécret, Porcheresse și Verlée. Suprafața sa totală este de 104,73 km². La 1 ianuarie 2008 comuna avea o populație totală de 4.981 locuitori.
Comuna Havelange se învecinează cu comunele Ohey, Gesves, Clavier, Hamois și Somme-Leuze.